# Köflach
Köflach är en stadskommun i distriktet Voitsberg  i det österrikiska förbundslandet Steiermark. Staden ligger i sydvästra Steiermark, cirka 30 kilometer väster om staden Graz.
År 2015 blev kommunen Graden inkorporerad i kommunen Köflach.

## Historia
Köflach tillföll klostret Sankt Lambrecht år 1103 och blev köping 1170. Men på 1200-talet avancerade den nära belägna orten Voitsberg som konkurrerade med Köflach om dominansen i regionen under flera århundraden.
Mellan 1634 och 1640 drabbades orten av pesten som krävde 100-tals människoliv.
1715 började man exploatera kolfynden i närheten vilket så småningom ledde till att den av jordbruk präglade regionen omvandlades till ett gruv- och industriområde. 1786 stängdes klostret St. Lambrecht av kejsare Josef II och Köflach inlemmades i den statliga förvaltningen.
På 1800-talet tog industrialiseringen fart. 1860 öppnades järnvägen mellan Graz och Köflach. Järnvägen, exploateringen av nya kolfält och byggandet av järnbruk gav upphov till en omfattande inflyttning. 1939 blev Köflach en stad.

## Befolkning
Kommunen består av sex orter (Ortschaften) (inom parentes invånarantal 1 januari 2024):
- Graden (443)
- Gradenberg (587)
- Köflach (4 147)
- Piber (466)
- Pichling bei Köflach (3 596)
- Puchbach (362)

### Befolkningstabell
| Befolkningsutvecklingen i Köflach 1869–2016 | Befolkningsutvecklingen i Köflach 1869–2016 | Befolkningsutvecklingen i Köflach 1869–2016 | Befolkningsutvecklingen i Köflach 1869–2016 | Befolkningsutvecklingen i Köflach 1869–2016 |
| ------------------------------------------- | ------------------------------------------- | ------------------------------------------- | ------------------------------------------- | ------------------------------------------- |
|                                             |                                             |                                             |                                             |                                             |
| År                                          |                                             |                                             | Folkmängd                                   |                                             |
| 1869                                        | 1869                                        |                                             | 4 365                                       |                                             |
| 1880                                        | 1880                                        |                                             | 6 462                                       |                                             |
| 1890                                        | 1890                                        |                                             | 7 798                                       |                                             |
| 1900                                        | 1900                                        |                                             | 8 010                                       |                                             |
| 1910                                        | 1910                                        |                                             | 7 390                                       |                                             |
| 1923                                        | 1923                                        |                                             | 8 048                                       |                                             |
| 1934                                        | 1934                                        |                                             | 8 551                                       |                                             |
| 1939                                        | 1939                                        |                                             | 8 789                                       |                                             |
| 1951                                        | 1951                                        |                                             | 12 041                                      |                                             |
| 1961                                        | 1961                                        |                                             | 13 270                                      |                                             |
| 1971                                        | 1971                                        |                                             | 13 214                                      |                                             |
| 1981                                        | 1981                                        |                                             | 12 567                                      |                                             |
| 1991                                        | 1991                                        |                                             | 11 825                                      |                                             |
| 2001                                        | 2001                                        |                                             | 11 207                                      |                                             |
| 2011                                        | 2011                                        |                                             | 10 229                                      |                                             |
| 2018                                        | 2018                                        |                                             | 9 888                                       |                                             |
| Anm.: Källa: Statistik Austria              |                                             |                                             |                                             |                                             |

## Sevärdheter

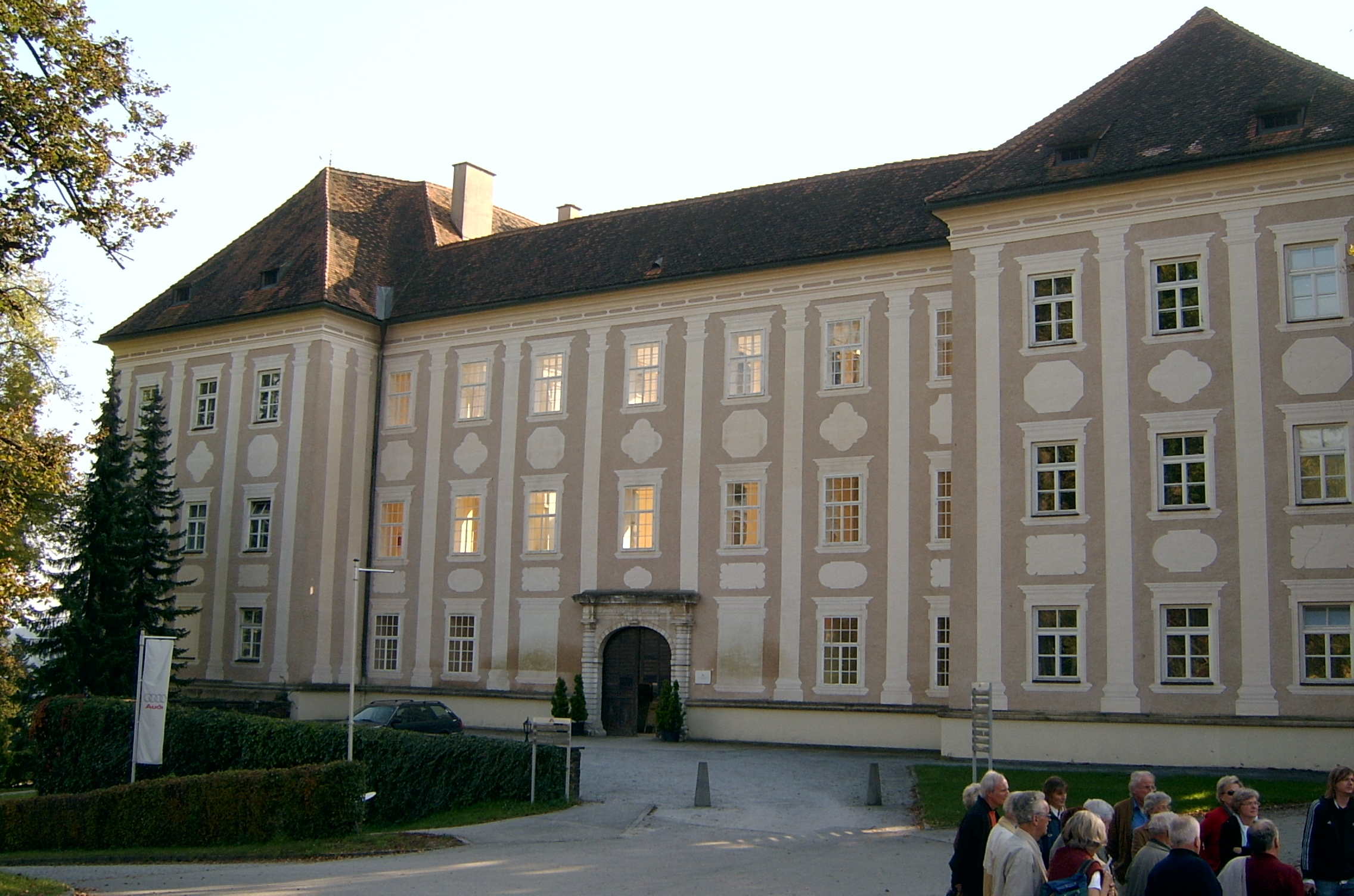
Slottet Piber.

I Köflach finns ett nybyggt kulturhus, som bland annat inrymmer stadens hembygdsmuseum. Vid utkanten ligger stuteriet Piber, känt för sin Lipizzaneruppfödning.

## Näringsliv
Köflach är en industriort. De största industriföretagen är Stölzle Oberglas AG och Lear Corporation Austria.

## Kommunikationer
Köflach är slutstation för järnvägen Graz–Köflach.
I Köflach ansluter riksvägen B77 från Zeltweg till riksvägen B70 (Graz – Klagenfurt).

## Vänorter
- Giengen an der Brenz, Tyskland